# Девіс-Джанкшен (Іллінойс)
Девіс-Джанкшен (англ. Davis Junction) — селище (англ. village) в США, в окрузі Оґл штату Іллінойс. Населення — 2512 особи (2020).

## Географія
Девіс-Джанкшен розташований за координатами 42°6′52″ пн. ш. 89°5′23″ зх. д. / 42.11444° пн. ш. 89.08972° зх. д. (42.114335, -89.089832).  За даними Бюро перепису населення США в 2010 році селище мало площу 10,98 км², уся площа — суходіл.

## Демографія
Згідно з переписом 2010 року, у селищі мешкали 2373 особи в 744 домогосподарствах у складі 603 родин. Густота населення становила 216 осіб/км².  Було 787 помешкань (72/км²).
Расовий склад населення:
| - 88,7 % — білих - 0,8 % — чорних або афроамериканців - 0,5 % — азіатів - 0,1 % — корінних американців - 7,4 % — осіб інших рас |

До двох чи більше рас належало 2,4 %. Частка іспаномовних становила 17,0 % від усіх жителів.
За віковим діапазоном населення розподілялося таким чином: 36,5 % — особи молодші 18 років, 58,9 % — особи у віці 18—64 років, 4,6 % — особи у віці 65 років та старші. Медіана віку мешканця становила 31,1 року. На 100 осіб жіночої статі у селищі припадало 104,2 чоловіків;  на 100 жінок у віці від 18 років та старших — 100,7 чоловіків також старших 18 років.
Середній дохід на одне домашнє господарство  становив 73 343 долари США (медіана — 67 438), а середній дохід на одну сім'ю — 75 709 доларів (медіана — 70 083). Медіана доходів становила 52 473 долари для чоловіків та 40 083 долари для жінок. За межею бідності перебувало 6,8 % осіб, у тому числі 9,1 % дітей у віці до 18 років та 0,0 % осіб у віці 65 років та старших.
Цивільне працевлаштоване населення становило 1059 осіб. Основні галузі зайнятості: виробництво — 22,3 %, освіта, охорона здоров'я та соціальна допомога — 20,0 %, транспорт — 13,3 %, науковці, спеціалісти, менеджери — 10,6 %.